# Haar- und Kammmuseum Mümliswil

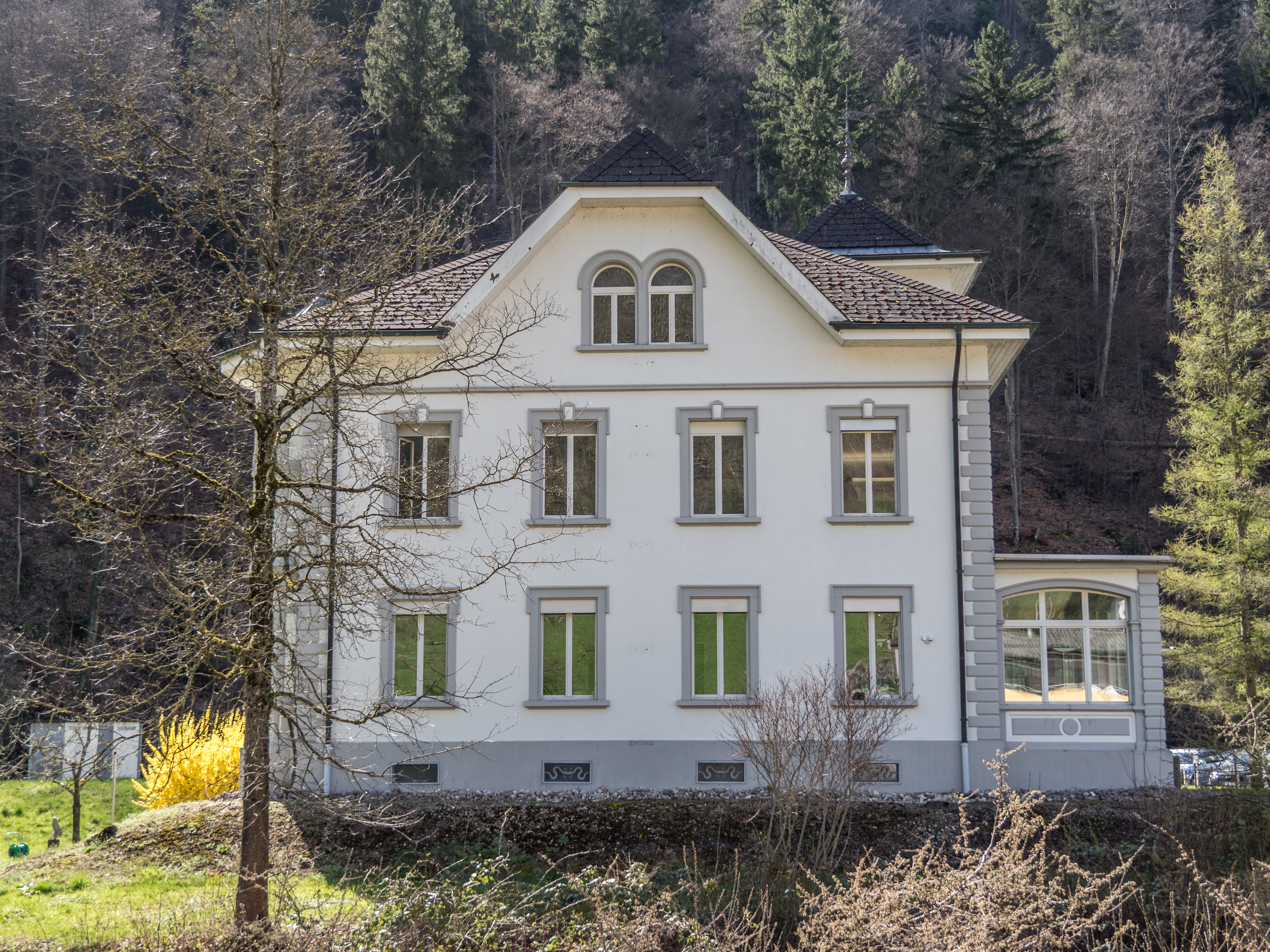
Direktionsvilla der ehemaligen Kammfabrik, Kammpark 1 in Mümliswil SO, 2024

Das Haar- und Kammmuseum in Mümliswil ist ein Schweizer historisches Museum. Es zeigt in einer Dauerausstellung die in der ehemaligen Kammfabrik hergestellten Luxusgüter und Teile des Firmenarchivs. Es wurde im Jahr 1991 eröffnet und wird heute von dem Verein «Haar & Kamm» verwaltet.

## Geschichte
Die Kammmacherei wurde 1792 von Urs Joseph Walter in Betrieb genommen. Anfangs wurden die angefertigten Kämme nur in den Regionen Basel, Aarau, Biel und Bern angeboten. Produziert wurden anfangs nur gewöhnliche Frisierkämme für den Alltagsgebrauch. Mit der Zeit begann die Fabrik, auch modische Kämme herzustellen. 1819 übernahm Urs Viktor Walter, einer der beiden Söhne des Gründers, die Kammmacherei. Da die Nachfrage nach Zierkämmen stark anstieg, wurde die Werkstatt zu klein, und so wurde unter der Leitung von August Hadolin Walter, einem Sohn von Urs Viktor Walter, ein neues Fabrikationsgebäude ausserhalb des Dorfes gebaut. Vier Jahre später erwarb er ein weiteres Grundstück am Eingang des Dorfes und errichtete dort die erste moderne Kammfabrik der Schweiz.
Ab 1870 wurde in den neu gebauten Gebäuden gearbeitet. Man begann auch mit der Produktion von Luxuskämmen aus Büffelhörnern aus Brasilien und Siam sowie Schildpatt (aus Rückenpanzern von Meeresschildkröten). Aus Hornabfällen wurden Brieföffner, Messergriffe, Schnupftabakdosen und Pfeifenmundstücke hergestellt. August Walter übernahm die Fabrik seines gleichnamigen Vaters. Aufgrund einer Geschäftskrise gelangte die Fabrik in grosse finanzielle Schwierigkeiten. Die Gemeinde Mümliswil übernahm die Fabrik.
1887 kam die Fabrik unter der Führung von Otto Walter-Obrecht (1856–1941) wieder zurück in den Besitz der Familie Walter. Er verhalf dem Unternehmen zum Aufschwung, sodass der Betrieb um 1900 schon 240 Mitarbeiter zählte, 63 mehr als zehn Jahre zuvor. Die Fabrik spezialisierte sich von nun an vor allem auf Neuheiten in der Haarschmuckmode, weswegen sie weltweit Bekanntheit erlangte. Die Kämme von Mümliswil wurden z. B. in London, Rom, Madrid und New York verkauft. Zur Kundschaft gehörten auch Berühmtheiten wie die Queen Victoria und der spanische Hof.
Am 30. September 1915 kam es in der Fabrik zu einem Brand. Ursache dafür war ein Funke, der durch eine Absaugvorrichtung in den Keller gelangte und den Zelluloidstaub, der zur Produktion der Kunststoffkämme verwendet wurde, entzündete. Es kam zur Explosion, und es starben 32 Mitarbeiter.
Dies war zur Zeit des Ersten Weltkriegs, während dem die Angehörigen der Mitarbeiter in eine grosse wirtschaftliche Not gelangten. Jedoch ersetzte der Fabrikdirektor die fehlenden Sozialversicherungen und liess die Fabrik neu bauen. Er errichtete mehrere neue Fabrikgebäude auf weiteren Grundstücken. Um 1919 verzeichnete die Kammfabrik 400 Mitarbeiter. Nach dem Krieg liessen sich viele Frauen die Haare kurz schneiden, was für die Kammfabrik schlecht war. Dazu kam noch die Weltwirtschaftskrise, weswegen sich die Firma in zwei Teile spaltete. Es gab fortan das OWO-Presswerk und die Kammfabrik KROKO, dabei produzierte nur noch die Kammfabrik KROKO Kämme und Haarschmuck, das OWO-Presswerk fertigte nun Kunststoffgeschirr und andere Pressstücke aus Bakelit an. 
Ab 1980 wurde in der gesamten europäischen Industrie immer mehr Kunststoff benutzt, weswegen sich die Fabrik umstellte und mehr Haarschmuck aus Kunststoff fertigte und auf andere Materialien wie z. B. Schildpatt verzichtete, da dieses zu teuer wurde. Die Produkte der Kammfabrik KROKO wurden später durch massenproduzierte Kämme verdrängt und die Firma ging 1990 Konkurs. Im Jahr 1998 wurde auch das OWO-Presswerk geschlossen.

## Sammlung
Die Sammlung umfasst Schmuckkämme aus Horn, Schildpatt und Zelluloid, Spangen, Reifen und Diademe, Schnauz-, Wimpern- und Lauskämme, welche alle in der ehemaligen Fabrik hergestellt wurden. Es werden ebenfalls Werkzeuge, Maschinen, alte Schriftstücke, Dokumente und Fotos ausgestellt, welche die Geschichte der Fabrik und der Kammmacherei dokumentieren.